# バベルダオブ島
バベルダオブ島（バベルダオブとう、英語: Babeldaob）は、太平洋に位置するミクロネシアを構成する島々の一部、パラオ諸島に存在する島の1つである。数あるミクロネシアの島々の中でもグアム島に次いで2番目に大きな島であり、パラオ共和国が領有する島としては最大である。

## 概説

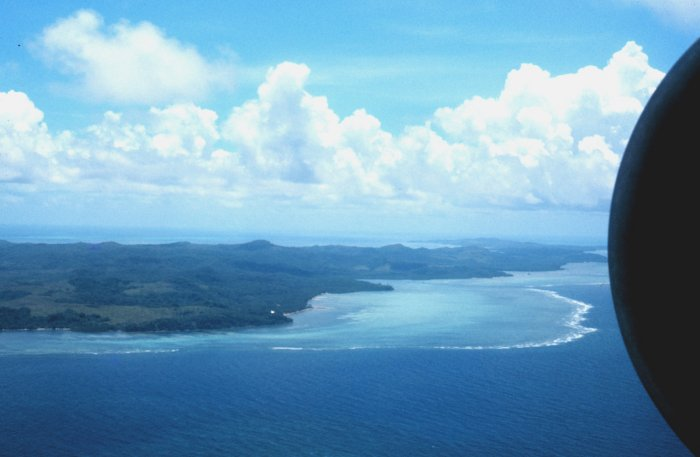
バベルダオブ島の空撮写真。

バベルダオブ島の面積は約331平方キロメートルである。これはパラオ共和国に属する島の中では最大の面積を持った島であり、同国の国土面積の70 %以上を占めている。また、同国は1980年代からバベルダオブ島へと遷都する計画を立てていた。そしてそれは2006年のパラオ共和国独立記念日である10月7日に行われ、この島の東岸に形成された町であるマルキョクが同国の首都となった。
この他、島の南端部に位置している、ロマン・トメトゥチェル国際空港が設置されているアイライ州は、同国で2番目に人口の多い州である。島内にはコンパクト・ロードと呼ばれる全長約85キロメートルの島を1周する舗装された道路が2007年に全通したことで、陸上交通の便が良くなった。
なお、バベルダオブ島の南に位置していて、パラオ共和国の遷都前の首都があったコロール島とバベルダオブ島とは『日本・パラオ友好の橋』によって繋がっており、船舶を使用せずに渡ることが可能である。

## 自然
パラオ共和国に属する他の多くの島々とは異なり、バベルダオブ島には山が幾つも存在し、その中には同国における最高峰であるゲルチェレチュース山（標高242メートル）も含まれる。このような地形である上に、バベルダオブ島の気候は熱帯雨林気候で年間を通じて降水量が多いといったこともあり、島内には同国で最大の瀑布であるガラスマオの滝をはじめ、複数の瀑布が見られる。そして、島内は森林に覆われており、海岸部にはマングローブも見られる。
島東部のマルキョク州にある小さな淡水湖・ガルドック湖はパラオ最大の淡水域で、その周辺には小川、湿地と沼地林がある。湖はパラオの在来魚の生息地とイリエワニの繁殖地で、周囲にはホリイヒメアオバト、アカオウギビタキ、ヒメヒラハシ、パラオムナジロバトなどの固有種の鳥類も生息している。一帯は2002年にラムサール条約登録地となった。

## バベルダオブ島内の州

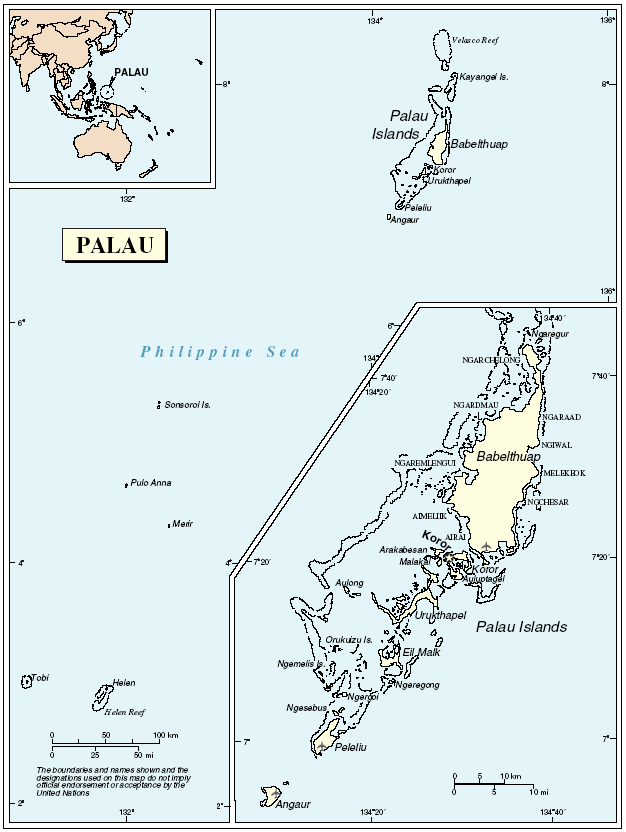
バベルダオブ島はパラオ最大の島。

パラオ共和国が設定している16個の州のうちの10州が、バベルダオブ島に存在する。その10州は、以下の通りである。
- アイメリーク州（Aimeliik）
- アイライ州（Airai）
- マルキョク州（Melekeok）
- ガラルド州（Ngaraard）
- アルコロン州（Ngarachelong）
- ガラツマオ州（Ngaradmau）
- ガスパン州（Ngatpang）
- エサール州（Ngchesar）
- アルモノグイ州（Ngeremlengui）
- オギワル州（Ngiwal）